# سایگوکو

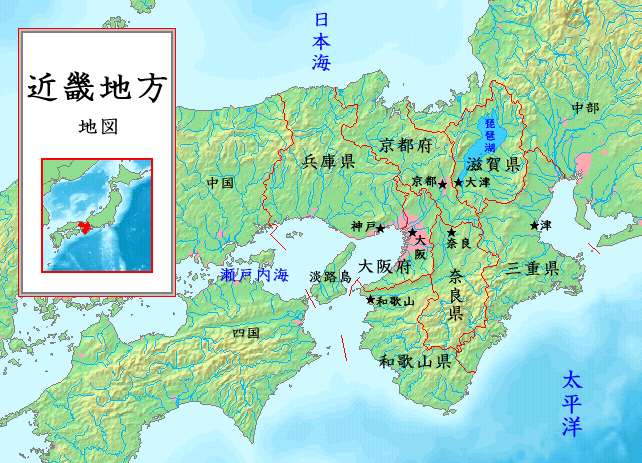
منطقه کانسای

سایگوکو (به ژاپنی: 西国 さいごく、せいごく、さいこく、せいこく)، اینها مناطقی در غرب ژاپن هستند.

## منطقه
بسته به منطقه، هنوز هم گاهی در دوران مدرن استفاده می‌شود.
- منطقه کانسای - نام منطقه کینای (کانسای) برای مواردی که مرکز اداری در منطقه کانتو بود، مانند ژاپن مدرن و دوره کاماکورا.
- منطقه چوگوکو - به خصوص منطقه سانیو. این از این واقعیت ناشی می‌شود که زمانی سایکوکو کایدو وجود داشت.
- منطقه کیوشو - نشات گرفته از این واقعیت است که زمانی آن را Saikaido می‌نامیدند و Chinseifu در آن قرار داشت.
- منطقه چوگوکو/شیکوکو
- ژاپن غربی - نیمه غربی ژاپن. با این حال، نظریه‌های مختلفی در مورد مرز با شرق ژاپن وجود دارد.
- منطقه ای در غرب کینای (منطقه کینکی). مناطق چوگوکو، شیکوکو، کیوشو و اوکیناوا.
- منطقه ای در غرب منطقه کانتو. مناطق چوبو، توکای، کینکی، چوگوکو، شیکوکو، کیوشو و اوکیناوا.
- منطقه ای در غرب منطقه توکای. کینکی، چوگوکو، شیکوکو، کیوشو و اوکیناوا.

از لحاظ تاریخی، اغلب به عنوان تضاد با توگوکو به جای اشاره به یک منطقه خاص استفاده شده است.